# 대만민주국
대만민주국(중국어: 臺灣民主國) 또는 포르모사 공화국(영어: Republic of Formosa)은 1895년 5월 23일, 대만에서 시모노세키 조약에 반발하여 일본에 대항하려는 목적으로 선포되었던 정부였다. 1895년 10월 21일 일본군에 의해 진압되었다.

## 역사
대만은 청나라에게 병합된 다음 복건성 순무의 관할하에 있었다. 1884년에 청불 전쟁이 일어나면서 프랑스군은 대만 북부의 석탄 광산에 주목하고 대만을 근거로 중국의 화남 지방을 통제하려 하였다. 청조는 이에 대처하기 위하여 순무급의 유명전을 파견하였다. 1885년에 복건대만성(省)을 설치하였으며 유명전을 순무로 임명하여 행정구역을 조정하고 대륙의 양무 운동과 같이 대만의 근대화를 도모하였다.
그러던 중 1894년 청일 전쟁에서 패배한 청나라는 1895년 시모노세키 조약으로 대만을 일본에 할양하게 된다. 1895년 5월 8일 이토 히로부미와 우팅팡이 연대(煙臺)에서 비준서를 교환하게 되어 대만을 넘겨주지 않으면 안 되었다. 이 소식이 대만에 전해지자 주민들은 '청조의 매국행위'에 항의하고, 일본과 끝까지 싸울 것을 결의하여 대만의 주권이 일본에게 넘어가는 것에 대하여 항거하였다. 그러나 청조는 기한 안에 대만을 일본에 넘겨주기 위하여 대만 순무 당경숭에게 철수해 본토로 건너오도록 명령하였다.
이에 신사인 구봉갑(丘逢甲)이 천여 명을 이끌고 순무 청사에 가 당경숭에게 항일을 지휘해주도록 요청하였다. 당경숭도 이에 응하기로 하여 구봉갑 등은 1895년 5월 25일에 '대만민주국'을 선포하고 당경숭을 대통령으로 추대하였다.
대만민주국이 선포된 이후 당경숭은 각부와 지방의 관리를 대부분 전직 관리로 임명하였다. 그리고 군사도 대만에 주둔하였던 청군의 잔여 병사들을 중심으로 재편하고 유영복을 민주대장군, 구봉갑을 의용군통령으로 임명하였으며 각 지방에도 방어 태세를 갖추어 일본군의 상륙에 대비하였다.
한편, 일본은 비준서 교환 후 무력으로 대만민주국을 정벌하기 위하여 5월 10일에 육군대장 가바야마 스게노리를 대만 초대 총독 겸 대만 정벌 전권대표로 임명하여 대만을 접수하려 하였다. 그리하여 6월부터 10월까지 5개월 동안 대만 각지에서 무력 충돌이 일어났다. 결국, 대만민주국은 일본에 의하여 무력으로 진압되었고, 대만섬은 1945년까지 대만일치시기를 맞이하게 된다.

## 대만민주국의 대총통
- 탕징쑹(당경숭, 唐景崧) - 1895년 5월 25일 ~ 1895년 6월 6일
- 류융푸(유영복, 劉永福) - 1895년 6월 26일 ~ 1895년 10월 21일

## 같이 보기
- 청일 전쟁
- 대만청치시기
- 대만일치시기
- 시모노세키 조약
- 대만의 역사
- 대한제국
- 일제강점기